# Aeroporto de Atenas Ben Epps
O Aeroporto de Atenas Ben Epps (IATA: AHN, ICAO: KAHN, FAA LID: AHN) é um aeroporto de propriedade do condado de |Clarke, localizado a três milhas náuticas (6 km) a leste do distrito central de negócios de Atenas. O aeroporto tem o nome de Ben T. Epps, o primeiro aviador no estado da Geórgia, que abriu o aeroporto em 1917. É usado principalmente para a aviação geral, embora uma companhia aérea comercial mantivesse um serviço regular de transporte de passageiros subsidiado pelo programa Essential Air Service.
Até 23 de maio de 2008, o aeroporto mantinha voos duas vezes por dia para Charlotte na Air Midwest (operando como US Airways Express). A SeaPort Airlines foi a última companhia aérea a fornecer serviços regulares para o aeroporto, com voos diários para Nashville. Em 28 de setembro de 2012, o Departamento dos Transportes dos Estados Unidos (USDOT) concedeu à SeaPort Airlines voos diários para Nashville, substituindo a GeorgiaSkies.. A Autoridade do Aeroporto de Atenas está atualmente em negociações com uma companhia aérea não identificada para iniciar o serviço regional na área da cidade de Nova Iorque e na área de Baltimore.
De acordo com os registros da Administração Federal de Aviação, o aeroporto tinha 3.449 embarques de passageiros (enplanements) no ano civil de 2008, 5,335 enplanements em 2009, e 5,751 em 2010. Está incluído no Plano Nacional de Sistemas Integrados de Aeroporto para 2011–2015, que o categorizou como um aeroporto de serviços comerciais não primário (entre 2.500 e 10.000 planejamentos por ano). Em setembro de 2015, um projeto de extensão de pista de US $ 17 milhões, com 600 pés, foi concluído no aeroporto para aceitar aviões maiores, principalmente para uso da Universidade..
No período de 12 meses encerrado em 30 de junho de 2011, o aeroporto teve 36.518 operações de aeronaves (uma média de 100 por dia): 92% de aviação geral, 5% de táxi aéreo, 3% militar e menos 1% comercial programado. Havia 48 aeronaves baseadas neste aeroporto: 88% monomotor, 8% multimotor, 2% jato e 2% militar.
A escola de vôo da Falcon Aviation Academy, juntamente com o clube de aviação da Universidade da Geórgia, fica no aeroporto. A Associação de Atletismo da Universidade da Geórgia, especificamente as equipes de futebol e basquete, usa o aeroporto como o principal centro para o transporte de jogadores, técnicos e funcionários de e para jogos distantes.